# Balzac (Charente)
Balzac település Franciaországban, Charente megyében. Lakosainak száma 1401 fő (2022. január 1.). Balzac Champniers, Gond-Pontouvre, Saint-Yrieix-sur-Charente, Vindelle és La Boixe községekkel határos.

## Népesség
A település népességének változása:
| Lakosok száma | 687  | 934  | 1237 | 1232 | 1324 | 1329 | 1337 | 1348 | 1371 | 1401 |
|               | 1968 | 1982 | 1999 | 2006 | 2011 | 2015 | 2017 | 2018 | 2020 | 2022 |